# باول بلاكمان
باول بلاكمان (بالإنجليزية: Paul Blackman)‏ هو مخرج بريطاني، ولد في 7 ديسمبر 1958.